# Batyrewo
Batyrewo (russisch Ба́тырево; tschuwaschisch Патӑрьел) ist ein Dorf (selo) in der Republik Tschuwaschien in Russland mit 5431 Einwohnern (Stand 14. Oktober 2010).

## Geographie
Der Ort liegt etwa 120 km Luftlinie südlich der Republikhauptstadt Tscheboksary am rechten Ufer des linken Swijaga-Nebenflusses Bula.
Batyrewo ist Verwaltungszentrum des Rajons Batyrewski sowie Sitz und einzige Ortschaft der Landgemeinde Batyrewskoje selskoje posselenije.

## Geschichte
Der Ort wurde vermutlich spätestens in den 1570er-Jahren gegründet. In einer Urkunde von 1723 wird er als Chombussi-Batyrewo erwähnt. Der Ort gehörte ab 1780 zum Ujesd Buinsk der Statthalterschaft, ab 1796 des Gouvernements Simbirsk  (heute Uljanowsk). Im 19. Jahrhundert wurde es Sitz einer Wolost, bereits unter der Bezeichnung Bolschoje Batyrewo (russisch für Groß-Batyrewo, in Abgrenzung zu dem am linken Flussufer gelegenen Dorf Maloje Batyrewo, „Klein-Batyrewo“).
Mit Einführung der Rajongliederung in der am 21. April 1925 aus der seit 1920 existierenden Tschuwaschischen Autonomen Oblast hervorgegangenen Tschuwaschischen ASSR wurde am 5. September 1927 der Bolschebatyrewski rajon mit Sitz in Bolschoje Batyrewo ausgewiesen. Am 19. Mai 1935 wurde der Ortsname auf Batyrewo verkürzt und die Rajonbezeichnung entsprechend angepasst. Am 22. Februar 1939 wurde das – im Gegensatz zum überwiegend tschuwaschischen Batyrewo mehrheitlich tatarische Nachbardorf Schichirdany nach Waleri Tschkalow in Tschkalowskoje umbenannt (trägt seit 19. Januar 1994 wieder den ursprünglichen Namen in der angepassten Schreibweise Schygyrdan), die Rajonverwaltung nach dort verlegt und der Rajonbezeichnung in Tschkalowski rajon geändert. Seit 20. November 1957 ist wieder Batyrewo Zentrum des Rajons unter dessen vorigem Namen.

### Bevölkerungsentwicklung
| Jahr | Einwohner |
| ---- | --------- |
| 1897 | 1803      |
| 1959 | 3536      |
| 1970 | 4400      |
| 1979 | 4940      |
| 1989 | 5664      |
| 2002 | 5431      |

Anmerkung: Volkszählungsdaten

## Verkehr
Am westlichen Ortsrand von Batyrewo führt die föderale Fernstraße A151 von Ziwilsk nach Uljanowsk vorbei. Von dieser zweigt die durch den Ort führende Regionalstraße 97K-004 ab, die zunächst der Bula abwärts und dann nach Nordosten bis zum benachbarten Rajonzentrum Jaltschiki an der 97K-010 folgt. Von der A151 in westlicher Richtung durch das unmittelbar dort beginnende Nachbardorf Schygyrdan zweigt die 97K-017 ab, bis zur Siedlung Perwomaiski und ab dort als 97K-016 zur 97K-001 bei der etwa 70 km entfernten Stadt Alatyr.
Die per Straße (A151) nächstgelegene Bahnstation befindet sich gut 50 km nördlich in Kanasch, wo von der Hauptstrecke Moskau – Kasan – Jekaterinburg weitere Strecken nach Tscheboksary sowie in Richtung Saransk abzweigen. Etwa gleich weit in östlicher Richtung ist es nach Buinsk – bereits in Tatarstan gelegen – an der Strecke (Kasan –) Nischnije Wjasowyje (Station Swijaschsk) – Uljanowsk – Sysran.